# Bahar Yanılmaz

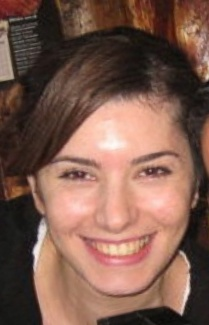
Bahar Yanılmaz

Bahar Yanılmaz (* 29. April 1980 in Rize) ist eine türkische Schauspielerin.

## Leben und Karriere
Bahar Yanılmaz wurde am 29. April 1980 in Rize geboren. Sie studierte an der Mimar Sinan Üniversitesi. Ihr Debüt gab sie 2003 in der Fernsehserie Bir İstanbul Masalı. 2005 war sie in der Serie Kapıları Açmak zu sehen. Von 2006 bis 2008 spielte Yanılmaz in der Serie İki Aile die Hauptrolle. 
Ihre nächste Hauptrolle bekam sie 2007 in dem Film Gomeda. Anschließend trat sie 2011 in Mavi Kelebekler auf. Außerdem wurde Yanılmaz 2018 für den Film Düş Kırgınları gecastet.

## Filmografie (Auswahl)
Filme
- 2007: Gomeda
- 2018: Düş Kırgınları
- 2021: Kimin Umurunda

Serien
- 2003: Bir İstanbul Masalı
- 2005: Kapıları Açmak
- 2006: Esir Kalpler
- 2006–2008: İki Aile
- 2011: Mavi Kelebekler
- 2013: Firuze